# Время убивать (фильм, 1942)
«Время убивать» (англ. Time to Kill) — фильм нуар режиссёра Герберта И. Лидса, который вышел на экраны в 1942 году.
Фильм рассказывает о частном детективе Майкл Шейне (Ллойд Нолан), который берётся за поиски ценной монеты — дублона Брашера — раскрывая группу фальшивомонетчиков и связанных с ней убийств, а также убийство восьмилетней давности, которое совершила его клиентка.
Это первая экранизация романа Реймонда Чандлера «Высокое окно», по которому пять лет спустя был сделан фильм под названием «Дублон Брашера». В этой картине имя детектива Филипа Марлоу заменено на Майкл Шейн.
Критики в целом высоко оценили эту небольшую картину, особенно отметив игру Ллойда Нолана в главной роли.

## Сюжет
Частный детектив Майкл Шейн (Ллойд Нолан) приезжает в богатый дом сварливой вдовы миссис Мёрдок (Этель Гриффитс). Ожидая приёма, он знакомится с её секретаршей Мерл Дэвис (Хэзер Эйнджел), замечая у неё в верхнем шкафчике стола пистолет. Миссис Мёрдок рассказывает детективу, что её умерший восемь лет назад муж оставил ей среди прочего коллекцию старых монет. Самой ценной монетой в коллекции был дублон Брашера, который был украден. Миссис Мёрдок не хочет обращаться по этому повод в полицию, так как уверена, что этой сугубо семейное дело. По её мнению, дублон украла жена её нерадивого сына Лесли (Джеймс Сией), певица из ночного клуба Линда Конквест (Дорис Меррик), которая вышла замуж за её сына только ради денег. Вдова поручает сыщику найти исчезнувшую на прошлой неделе Линду и вернуть дублон. Она также сообщает, что ей уже звонил торговец редкими монетами Элайша Уошберн (Лестер Шарп) с предложением купить дублон у него. Кроме того, миссис Мёрдок хочет, чтобы Шейн добился от Линды согласия на развод с её сыном, и готова ей за это заплатить. Выписав детективу чек на 500 долларов, вдова просит, чтобы он ничего не говорил о её поручении Лесли. Когда Шейн выходит в приёмную, то видит плачущую Мерл, которая говорит, что миссис Мёрдок к ней очень добра. Детектив спрашивает секретаршу о близких подругах Линды, и та называет Лоис Морни (Шейла Бромли), с которой Линда дружна ещё со школы. Перед уходом Шейн сталкивается с Лесли, который затем выясняет у Мерл, что это частный детектив, которого наняла его мать.
Выйдя из дома миссис Мёрдок, Шейн замечает, что за ним следит человек в тёмных очках. Шейн звонит Уошберну и под видом покупателя договаривается с ним о встрече на следующий день. В офисе Шейна появляется Лесли с пистолетом в руке, требуя сказать, зачем мать его наняла. Шейн легко с ним расправляется и выкидывает его из офиса. Затем Шейн приезжает к Лоис Морни, которая проводит время у бассейна в компании местного плейбоя Лу Вентера (Ральф Бирд). Кокетливая Лоис заигрывает с Шейном, однако не может сообщить о местонахождении Линды ничего определённого. Когда Вентер начинает грубо наскакивать на Шейна, тот сталкивает его в бассейн. Отъехав от особняка Лоис, Шейн замечает, что за ним по-прежнему следует человек в очках. Посреди дороги Шейн резко тормозит, провоцируя с ним лёгкое столкновение, после чего вытаскивает преследователя из машины и требует сказать, кто он такой и что ему нужно. Человек представляется как частный детектив Джордж Энсон Филлипс (Тед Хехт), который работает на Линду. Филлипс даёт Шейну свой адрес и предлагает встретиться, однако тот отвечает, что заедет к нему позднее. Прибыв к Уошберну, Шейн обвиняет его в том, что он хочет продать миссис Мёрдок украденную у неё же монету, прилично на этом заработав, и просит назвать имя человека, у которого он купил эту монету. Поняв, что не добьётся от Уошберна имени продавца, Шейн соглашается на следующий день приехать с деньгами и выкупить монету. Сделав вид, что ушёл, детектив снимает трубку параллельного телефона в кабинете секретарши и слышит, что Уошберн звонит Филлипсу. Вскоре Уошберн выходит в приёмную, и, увидев, что Шейн до сих пор не ушёл, отменяет их сделку. Шейн приезжает домой к Филлипсу, видя, что его только что застрелили. Вскоре на вызов прибывает полиция во главе с детективом, лейтенантом Бризом (Ричард Лейн), который выдвигает версию, что Филлипса убил из ревности Хенч (Уильям Поули), пьяный сосед из квартиры напротив, у которого нашли орудие убийства. Однако Шейн подозревает, что пистолет у Хенча просто украли, а потом подбросили обратно.
Вечером Линда неожиданно звонит Шейну, приглашая его в клуб Idle Valley Club, который принадлежит мужу Лоис, Алексу Морни (Моррис Анкрум). При встрече Линда говорит, что получила сообщение от Лоис, что Шейн её разыскивает. Линда утверждает, что не брала монету, что же касается развода с Лесли, то ей не нужно от Мёрдоков никаких денег, так как она сама мечтает избавиться от них как можно скорее. Она также утверждает, что не нанимала Филлипса и даже никогда о нём не слышала. В этот момент в зале появляется Алекс, который дружески приветствует Шейна, с которым хорошо знаком. Когда Линда поднимается на сцену, чтобы выступить с очередным номером, Алекс говорит Шейну, что она хорошая девушка. В клубе появляется Лоис в сопровождении Вентера, который, увидев Шейна, сразу же бьёт его по лицу. В ответ Алекс бьёт Вентера, после чего приказывает охране отвести всех участников потасовки в его кабинет. В клуб заходит Лесли в поисках Линды, однако Алекс его выгоняет, говоря Лесли, что она не хочет его видеть. После выступления Линда находит на полу у стойки выпавший бумажник Вентера, в который вложен адрес Филлипса. Она относит бумажник в кабинет Алекса, который отдаёт его Вентеру. Шейн поясняет Алексу, что приехал в клуб, так как работает на миссис Мёрдок, которая поручила ему организовать развод её сына с Линдой. Алекс предупреждает Вентера, чтобы тот не приближался к его жене, после чего выгоняет обоих, дав ему пинка, а затем уходит сам. Когда Линда и Шейн остаются наедине, она передаёт ему квитанцию, которую вынула из бумажника Вентера. Согласно квитанции, компания по поставке стоматологических материалов поставила Вентеру кристобалит и албистон. Вечером после её выступления Шейн приглашает Линду в ресторан. После того, как под утро Шейн провожает Линду домой, Лесли на машине пытается сбить его.
Утром у себя дома миссис Мёрдок передаёт Мерл деньги, которая благодарит свою хозяйку. Затем секретарша печатает конверт с именем, кладёт в него деньги, оставляя конверт в верхнем ящике стола для последующей передачи. В этот момент звонит Шейн с просьбой соединить его с миссис Мёрдок. Он докладывает, что решил вопрос с Линдой, которая не требует никаких денег за развод. Миссис Мёрдок просит детектива передать ей список его расходов и считать дело закрытым. На его вопрос, как же быть с пропавшим дублоном, вдова отвечает, что нашла его в кармане своего платья. Пока детектив печатает список расходов, курьер доставляет ему коробку с дублоном Брашера, которую ему отправил Филлипс ещё до своей смерти. Шейн берёт монету в офис Уошберна для идентификации, выясняя, что того тоже убили. Секретарша Уошберна заявляет лейтенанту Бриуз, что Шейн был вчера в офисе Уошберна, и они о чём-то повздорили, что делает детектива одним из подозреваемых. Однако Шейну удаётся уговорить Бриза отпустить его на шесть часов, чтобы раскрыть дело. Шейн приезжает к миссис Мёрдок, видя в ящике стола Мерл не только пистолет, но и конверт на имя Вентона. Затем он проходит к миссис Мёрдок, сообщая ей, что Уошберн убит, после чего просит её показать дублон. В этот момент из-за занавески появляется Лесли, который просит не впутывать в это дело полицию и сознаётся, что это он выкрал дублон, чтобы использовать его как гарантию погашения карточного долга Алексу. Шейн направляется в компанию по поставке стоматологических материалов, где выясняет, что у Вентера нет лицензии на ведение зубоврачебной практики, а заказанные им материалы могут быть использованы для изготовления поддельных монет.
Вернувшись в свой офис, Шейн видит Бриза, который заявляет, что собирается закрыть дело, так как Хинч сознался в убийстве Филлипса, а смерть Уошберна была признана несчастным случаем. В дверях кабинета неожиданно появляется Линда, которую Шейн представляет лейтенанту как свою невесту. Через несколько минут после ухода Бриза в кабинет Шейна врывается невменяемая Мерл с пистолетом, заявляя, что только что убила Вентера. Мерл рассказывает, что в течение восьми лет миссис Мёрлок платила за неё Вентору, а она отвозила ему эти деньги. При этом она брала с собой пистолет, так как боялась его. Однако Мерл отказывается сказать, чем именно Вентер её шантажировал. Шейн отводит Линду в сторону, говоря ей, что из пистолета Мерл никто не стрелял. Он просит Линду отвезти Мерл к себе, успокоить и присмотреть за ней. Шейн приезжает на квартиру Вентера, видя, что тот застрелен, а рядом лежит орудие убийства. Шейн забирает пистолет и сигаретный окурок Мерл, замечая разбитую настольную рамку, в которой спрятано две фотографии человека, выпадающего из окна многоэтажного здания. В этот момент неожиданно появляются Алекс, который привёз Лоис, чтобы разобраться в её отношениях с Вентером. Когда они видят труп Вентера, они взаимно обвиняют друг друга в его убийстве. Шейн сначала прячется от них, а затем говорит, что слышал их разговор. После того, как он отказывается от денег, которые предлагает Алекс, чтобы откупиться, тот направляет на Шейна свой пистолет, однако Лоис не даёт ему выстрелить. В этот момент врывается Бриз, разнимая Алекса и Шейна. Шейн передаёт ему найденное орудие убийства.
Тем временем к Линде домой приходит Лесли, который заявляет, что ушёл от матери и предлагает возобновить отношения, однако она категорически оказывается. Подозревая, что Линда опять встречается с Шейном, ревнивый Лесли с пистолетом врывается в соседнюю комнату, где видит Мерл. Мерл говорит Лесли, что Шейн у Вентера, и тот быстро уходит. Линда срочно звонит в дом Вентера, чтобы предупредить Шейна. Тем временем полиция увозит Алекса и Лоис. Бризу звонят из лаборатории, сообщая, что Вентер, Уошберн и Филлипс были убиты из пистолета, найденного в комнате Вентера. Шейн согласен с версией Бриза, что Вентер убил Уошберна и Филлипса, однако не верит в то, что тот покончил жизнь самоубийством. Когда Линда, наконец, дозванивается до Шейна, Лесли уже входит в квартиру Вентера. Он стреляет в детектива, однако тот успевает увернуться и бросить в Лесли телефонный аппарат, после чего тот без сознания падает. Собрав вместе Лесли, Бриза и Линду, Шейн излагает свою версию событий. По его мнению, Лесли, Вентер и Филлипс изготавливали подделки дублона Брашера, сбывая их через таких дельцов, как Уошберн. Филлипс прислал Шейн одну из поддельных монет, так как боялся, что его убьют. Лесли пытался убить Шейна, когда понял, что тот раскрыл аферу с фальшивыми монетами. Затем Бриз и Шейн приезжают к Линде и Мерл, которая рассказывает, что раньше работала секретарём у мистера Мёрдока, который иногда, напившись, пытался к ней приставать. Однажды восемь лет назад, во время парада по случаю Дня поминовения, когда мистер Мёрдок в пьяном виде в очередной раз полез к ней, Мерл оттолкнула его, и он выпал из окна и разбился. Шейн достаёт из кармана фотографии, которые Вентер сделал, снимая парад в тот роковой день. На одной из них в кадр попал момент, когда не Мерл, а миссис Мёрдок выталкивает своего мужа в окно. После этого Шейн заявляет, что Мерл вообще никого не убивала. Вентер использовал этот снимок для шантажа миссис Мёрдок, которая, в свою очередь, представила для Мерл дело так, что это та вытолкнула её мужа. Далее Шейн заявляет, что когда расследование аферы с дублоном стало ему угрожать, Вентер стал зачищать хвосты, застрелив Филлипса и Уошберна, а его самого в свою очередь убил Лесли, который пытался защитить от разоблачения свою мать. В это момент Бризу по телефону сообщают, что миссис Мёрдок умерла, подавившись свиной косточкой. После завершения дела Мерл уезжает к родителям на Средний Запад, а Линда отправляется на шестинедельные гастроли в Рино, а после развода с Лесли обещает выйти замуж за Шейна.

## В ролях
- Ллойд Нолан — Майкл Шейн
- Хэзер Эйнджел — Мерл Дэвис
- Дорис Меррик — Линда Конквест Мёрдок
- Ральф Бирд — Лу Вентер, телохранитель
- Ричард Лейн — лейтенант Бриз
- Шейла Бромли — Лоис Морни
- Моррис Анкрум — Александер Морни
- Этель Гриффис — миссис Мёрдок
- Джеймс Сиэй — Лесли Мёрдок
- Тед Хехт — Джордж Энсон Филлипс
- Уильям Паули — мистер Хенч
- Сид Сейлор — курьер
- Лестер Шарп — Элайша Уошберн
- Чарльз Уильямс — поставщик зубоврачебных материалов
- Лерой Мейсон — Рудольф, главный официант

## Создатели фильма и исполнители главных ролей
Герберт И. Лидс с 1932 по 1936 год был киномонтажёром, а в 1938 году стал режиссёром, поставив вплоть до 1953 года 22 фильма, среди них детективы «Мистер Мото на Опасном острове» (1939), «Чарли Чен в городе тьмы» (1939), «Синий, белый и идеальный» (1942) и «Человек, который не умрёт» (1942), а также военная драма «Вызывает Манила» (1942).
Ллойд Нолан в период с 1940 по 1942 год сыграл роль частного детектива Майкла Шейна в шести фильмах подряд. Среди других заметных киноработ Нолана — мелодрама «Дерево растёт в Бруклине» (1945), криминальная комедия «Лемон Дроп Кид» (1951), приключенческий триллер «Семь волн тому назад» (1957), мелодрама «Пейтон-плейс» (1957) и драма «Шляпа, полная дождя» (1957).
Хэзер Эйнджел сыграла в таких фильмах, как «Поломничество» (1933), «Осведомитель» (1935), «Гордость и предубеждение» (1940), «Леди Гамильтон» (1941), «Подозрение» (1941), «Спасательная шлюпка» (1944) и «Похороненные заживо» (1962).

## История создания фильма
Как отметил историк кино Хэл Эриксон, «как и большинство фильмов из сериала 20th Century Fox о Майкле Шейне, этот фильм не был основан на рассказах о Шейне писателя Бретта Хэллидэя (англ. Brett Halliday) который придумал этого героя. В данном случае за основу был взят детективный роман Рэймонда Чандлера „Высокое окно“ (1942) о детективе Филипе Марлоу».
Рабочими названиями этого фильма были «Дублон Брашера» (англ.  Brasher Doubloon) и «Убийство, убийство повсюду» (англ.  Murder, Murder Everywhere).
Как отмечено в материалах Американского института киноискусства, студия получила от Министерства финансов специальное согласие на воспроизведение на экране дублона Брашера при условии, что форма, использованная для его производства, будет уничтожена сразу же после завершения картины. Оригинальный дублон был отлит в 1787 году Эфраимом Брашером (англ.  Ephraim Brasher) для штата Нью-Йорк.
«Голливуд Репортер» в номере от 20 августа 1942 года сообщал, партнёршей Ллойда Нолана по фильму будет Вирджиния Гилмор.
Это последний фильм Twentieth Century Fox из киносерии про Майкла Шейна. Согласно информации «Голливуд Репортер» от 31 августа 1942 года, Twentieth Century Fox планировала сделать ещё два фильма в сериале, а затем завершить его, чтобы Нолан мог бы сниматься в более значимых картинах. В той же информации отмечалось, что студия будет продвигать Нолана в качестве исполнителя главных ролей после того, как такие звёзды Twentieth Century Fox, как Тайрон Пауэр, Генри Фонда и Виктор Мэтьюр временно ушли из кино, поступив на военную службу.
В 1945 году киностудия PRC купила права на персонажа Майкла Шейна у Twentieth Century Fox, начав собственный киносериал с Хью Бомонтом в главной роли детектива. Первым фильмом PRC стал «Убийство — это моё дело» (англ. Murder Is My Business) (1946).
В 1947 году студия Twentieth Century Fox повторно экранизировала роман Рэймонда Чандлера под названием «Дублон Брашера», где главную роль частного детектива Филипа Марлоу сыграл Джордж Монтгомери.

## Оценка фильма критикой

### Общая оценка фильма
Как было отмечено в рецензии «Нью-Йорк Таймс» от 25 декабря 1942 года, «со сборочного конвейера 20th Century Fox сошёл ещё один детектив о Майкле Шейне». По мнению рецензента, «это искусный маленький детектив о банде спекулянтов редкими фальшивыми монетами с приличным количеством убийств, вызванных кражей дублона Брашера». Критик особенно отметил, что «бодрящий импульс фильму придаёт Ллойд Нолан в роли частного детектива, неизменно присутствующего на месте преступления, когда туда приезжает полиция. Мистер Нолан с неторопливостью крутого парня ловко проходит сквозь узкие месте, и, кажется, по большей части знает, с чем связана вся эта стрельба. Но, как и большинство детективов с поиском преступника, приключение мистера Нолана время от времени провисает под грузом, но не преступлений, а их объяснений».
Как написал Хэл Эриксон, в этом фильме «игривый частный детектив Майк Шейн в исполнении Ллойда Нолана сталкивается с искусной бандой фальшивомонетчиков». По мнению Эриксона, «изюминкой фильма (и окончательным разрешением сюжета) становится убийство в небоскрёбе, случайно снятое на плёнку с помощью фотоаппарата». Современный историк кино Леонард Молтин считает, что это «достойный фильм, одухотворённый игрой Нолана в роли крутого парня».